# Alan z Lille
Alan z Lille, Alain de Lille (fr: alɑ̃ də lil lub Alanus ab Insulis; ur. 1128 w Lille, zm. 1202 lub 1203 w Cîteaux) – francuski cysters, średniowieczny humanista, teolog, filozof i poeta, jedna z czołowych postaci tzw. renesansu XII wieku. Część historyków utożsamia go z Alanem de Rysel. Ze względu na wszechstronną wiedzę współcześni nadali mu tytuł doctor universalis (łac. doktor uniwersalny), przysługujący także Albertowi Wielkiemu.
Badacze przypisują Alanowi oryginalność i znaczną rangę tak w poezji, jak i w teologii. Ernst Robert Curtius nazywa go "jedną z najwybitniejszych postaci XII w. – poetą z ogromną siłą wyrazu i spekulatywnym teologiem, który odkrył nowe źródła". Karl Stecker nazywa go "geniuszem języka i stylu", a Eduard Norden "najbardziej szalonym ze stylistów".

## Życie
Wiadomości o życiu Alana są skąpe. Studiował i mieszkał w Paryżu. Tamże również nauczał, następnie przeniósł się do Montpellier (ok. 1190-1194). Treść jego dzieł i jego ogólne nastawienie intelektualne pozwalają wiązać go ze środowiskiem szkoły z Chartres, nie ma jednak żadnych potwierdzających to danych źródłowych. Ze środowiskiem humanistycznym każe go wiązać także szeroka erudycja, szeroka znajomość problemów filozoficznych i literackich epoki oraz obycie we współczesnym życiu intelektualnym. Uczestniczył w III soborze laterańskim w 1179, występował przeciwko albigensom. Później jako brat-konwers wstąpił do zakonu cystersów i zamieszkał w klasztorze w Cîteaux, gdzie zmarł – w XX w. w klasztorze odnaleziono jego grobowiec. Wiernym uczniem Alana, twórczo rozwijającym jego myśl, był Radulf z Longo Campo, autor komentarza do Anticlaudianusa Alana In Anticlaudiani Alanum commentum.
Jedynie menologia cysterskie wymieniają go wśród świętych i błogosławionych – jako taki wspominany jest 16 lipca.

## Myśl
W filozofii Alana z Lille ogniskują się wszystkie główne tendencje filozofii Zachodu XII wieku: racjonalizm Abelarda i Anzelma z Canterbury, naturalizm Bernarda z Chartres, tendencja do inspirowanej Boecjuszem metodologicznej odnowy Teodoryka z Chartres. Do oryginalnego wkładu Alana należy jego argumentacja za nieśmiertelnością i niematerialnością duszy, która czyni go jednym z najważniejszych psychologów średniowiecza, a przede wszystkim jego próby przekształcenia teologii w naukę dedukcyjną.

### Koncepcja natury

#### Zagadnienia filozoficzne
Tym, co każe wiązać Alana ze środowiskiem chartryjskim, zwłaszcza z Bernardem z Chartres, jest jego naturalizm, znajdujący wyraz zwłaszcza w poemacie Anticlaudianus, a także w De planctu naturae. Alan pojmuje naturę jako signaculum i jako vinculum. Natura jako signaculum to zbiorowa nazwa wszechrzeczy, obejmująca w sobie wszystko, co istnieje, w tym człowieka i wszystkie przejawy jego działalności. Natura jako vinculum to uniwersalne źródło i prawo, z któremu wywodzą się i któremu podlegają wszystkie rzeczy stworzone i wszystkie sprawy ludzkie.
Tak rozumiana natura to charakterystyczny dla XII w. "makrokosmos", stanowiący w sensie materialnym i duchowym zarazem źródło i cel "mikrokosmosu", człowieka. Człowiek jako istota poznająca poznając naturę poznaje także siebie, jako że jest ona jego celem i źródłem.
W skład natury jako wszystkiego, co może być poznane, wchodzi i materia (określana greckim terminem hyle), i Bóg – Alan pisze, że "natura est quidquid quo modo intelligi potest. – Secundum hanc expositionem et hyle et Deus potest dici natura". Nazywa wprawdzie naturę dziecięciem Bożym, to jej jednak przypisuje moc twórczą (określając ją jako "genetrix rerum", rodzicielkę rzeczy) i prawodawczą (określając ją jako "regula mundi"). Od natury pochodzi wszystko, co określone i dobre, i to jej jako władczyni świata oddają hołd żywioły i wszystko, co istnieje. Jan Legowicz podkreśla analogie rozumienia natury w myśli Alana z materialistycznym i epikurejskim poematem Lukrecjusza De rerum natura. Wywyższenie natury w dziele Alana pozostaje w związku z panującą w XII w. tendencją do rozwoju racjonalnych badań przyrodniczych, kosmologicznych i antropologicznych.

#### De planctu Naturae
Poemat De planctu Naturae (Skarga Natury) w typowy dla średniowiecza sposób operuje alegorią. Stanowi popis erudycji humanistycznej i retoryki, wzorowany w znacznej mierze na podobnych alegorycznych poematach późnorzymskich, takich jak dzieło Marcjana Kapelli. Jest jednym z pierwszych spośród częstych w średniowieczu alegorycznych obrazów przedstawiających człowieka we wszechświecie, mieszających wyobrażenia chrześcijańskie i pogańskie – innym poematem tego typu jest Powieść o Róży, w którym także upersonifikowana Matka Natura odgrywa wielką rolę. Formalnie dzieło stanowi prosimetrum, formę, w której partie wierszowane przeplatają się z prozaicznymi – na wzór dzieł Boecjusza, Marcjana Kapelli, Klaudiana i współczesnemu Alanowi Bernarda Silvestris, autora podzielonego na księgi Megacosmus i Microcosmus dzieła De universitate mundi.
W poemacie Bernarda Silvestris Natura lamentuje przed Nous, rozumem, stanowiącym kobiecy aspekt Boga – poemat stanowi zarazem przegląd dziejów świata i średniowiecznej kosmologii. Na podobnym pomyśle opiera się poemat Alana, przy czym przy zachowaniu naturalizmu Bernarda Silvestris Alan odrzuca jego pogańskość, chrystianizując postać natury. Natura mniej jest tu Matką Rodzicielką, a bardziej, przy zachowaniu jej roli pośredniczki między Bogiem a człowiekiem, sługą Boga. Przedmiotem skargi Natury, którą przedstawia ona Geniuszowi, jest sodomia.
Sama natura to pokorna uczennica Boga, której zadaniem jest tworzenie, przy czym dzieła Boga są doskonałe, a dzieła Natury nie, gdyż Bóg jest poza urodzeniem, jej zaś zadaniem jest rodzić. Z tej dychotomii zadań Natury i Boga wypływa fakt, że dzięki Naturze człowiek rodzi się, a dzięki Bogu się odradza. Natura nie zna teologii, wiedza natury nie stoi jednak w sprzeczności z teologią, gdyż obie uczą rzeczy nie sprzecznych, ale różnych (non adversa, sed diversa).
Kosmos ukazany jest w poemacie jako państwo w którym rolą Boga jest rządzenie, rolą aniołów działanie, a rolą ludzi posłuszeństwo – poemat przedstawia człowieka jako stworzonego na wzór makrokosmosu. Przejawia się to np. w tym, że jego rozum i zmysły stoją ze sobą w sprzeczności analogicznej do sprzeczności ruchów planet i ruchów firmamentu. Konflikt ten został w dziele stworzenia zamierzony celowo: służy on temu, by człowiek mógł zdobywać zasługi i być karany za winy.
Jako jedyne ze wszystkich stworzeń człowiek jest nieposłuszny naturze – przejawia się to np. w odwróceniu prawa miłości płciowej. Przedstawione jest to za pomocą obszernej alegorii: Natura określiła prawa dla Wenus, jej męża Hymeneusa (małżeństwa) i syna Kupidyna, Wenus jednak łamiąc te prawa związała się z Antigameusem, z którym spłodziła Jocusa (żart). Zdradzony Hyemeneus zasiada po prawicy Natury razem z pogrążoną we łzach Skromnością.
W dalszej części poematu Natura przywołuje Geniusza (pochodzenie i znaczenie tej postaci nie zostało dotychczas całkowicie wyjaśnione), który maluje na pergaminie szeroką alegoryczną panoramę świata, postacie egzemplaryczne starożytności reprezentujące zalety (np. Helenę, Turnusa, Cycerona) i wady (np. Sinona, Enniusza, Pakuwiusza). Geniusz rzuca klątwę na wszystkich grzeszników, po czym narrator budzi się, uświadamiając sobie, że cała wizja była tylko snem.

### Koncepcja teologii
Alan z Lille dążył do przekształcenia teologii w naukę formalną na wzór Elementów Euklidesa. W Regulae, seu Maximae theologicae podawał także "geometryczną definicję Boga", głoszącą, że "Deus est sphera intelligibilis, cuius centrum ubique, circumferentia nusquam" ("Bóg jest intelektualnie poznawalną sferą, której ośrodek znajduje się wszędzie, obwód zaś nigdzie") – definicja ta pochodzi prawdopodobnie z hermetycznego pisma Liber XXIV philosophorum. Teza ta nabrała dużego rozgłosu w kulturze i filozofii nowożytnej, była omawiana m.in. przez Rabelaisego, Pascala, Voltaire'a i Keplera. Także Trójcę Świętą Alan próbował przedstawić za pomocą spekulacji geometrycznej.
Alan usiłował w swoich pismach dać racjonalne podstawy zasadom wiary chrześcijańskiej. Mimo że w jego dziele występuje pewien rozdźwięk między skierowaną przeciw herezji działalnością apologetyczną a naturalizmem, także teologii starał się dać racjonalne podstawy, stąd właśnie jego oryginalna próba jej geometryzacji. Chciał, by teologia, którą określał mianem caelestis philosophia (filozofia niebiańska) stanowiła jednocześnie ars (sztukę) i scientia rationalis (wiedzę racjonalną). Jako ta druga teologia nie mogła jednak się opierać wyłącznie na autorytecie, ale musiała uwzględniać także wyniki, jakich dostarczała philosophia terrestris (filozofia ziemska), dlatego też Alan prównuje autorytet do "przeczulonego nosa" nad którym należy panować.

## Dzieła
Do najważniejszych dzieł Alana należą:
- Wierszowana encyklopedia sztuk wyzwolonych Anticlaudianus de Antirufino, spopularyzowana przez jego ucznia Radulfa de Longo Campo.
- Poemat De planctu naturae, który według Gilsona stanowi przejaw naturalizmu chrześcijańskiego.
- Regulae seu Maximae theologicae (Regulae de sacra theologia), pismo teologiczne. Alan postuluje w nim zgodnie ze swoją koncepcją teologii, by wszystkie sformułowania przenoszone do niej z filozofii i wiedzy o przyrodzie były zarazem ściśle zgodne z rozumem i ściśle zgodne z doktryną.
- Ars catholicae fidei, pismo teologiczne. M. Grabmann i B. Geyera przypisują jednak autorstwo tego tekstu Mikołajowi z Amiens.
- De fide catholica contra haereticos libri IV, pismo skierowane przeciwko żydom, muzułmanom i waldensom. Ze względu na systematyczność i treść filozoficzną pismo to może być uznawane za prekursorskie wobec wielkich sum średniowiecznych. Alan głosi w nim, że wiara ułatwia zrozumienie wiedzy naturalnej, a wiedza naturalna jest środkiem do utwierdzenia wiary.